# Mardi Gras (Santa Lucía)
Mardi Gras es una localidad de Santa Lucía, que forma parte del distrito de Dennery.

## Toponimia
La localidad también es conocida por el nombre de Derniere Riviere/Mardi Gras/Morne Caca Cochon.